# ФК Манчестър Юнайтед през сезон 2010/11
Сезон 2010/11 е 19-ият сезон на „Манчестър Юнайтед“ във Висшата лига и техният 36-и пореден в топ дивизията на английския футбол. Това ще е първият сезон с новия им спонсор Aon, след 4 сезона с AIG.
Главната цел на Юнайтед е 19-а титла във Висшата лига, като така ще поставят нов рекорд за най-много титли.
Те ще участват и в Шампионската лига за 15-и път подред и освен това участват още във ФА Къп.
Юнайтед започна сезона с победа с 3 – 1 над Челси на Уембли на 8 август, за да спечелят Къмюнити Шийлд
Уеспешната защита на Купата на Лигата щеше да ги направи вторият отбор, който е спечелил състезанието три пъти подред, след Ливърпул през 1983 (които печелят и четвърта през 1984). Обаче, те бяха отстранени от Уест Хям Юнайтед, които разбиха червените с 4 – 0 на Ъптън Парк на 30 ноември 2010.
Юнайтед се състезават и в Шампионската лига за 15-и пореден сезон и ФА Къп.
На 19 декември 2010 сър Алекс Фъргюсън стана мениджърът на Манчестър Юнайтед с най-голям престой в историята, побеждавайки рекорда на сър Мат Бъзби от 24 години, 1 месец и 13 дни начело на клуба.
На 1 февруари 2011, Юнайтед изравни рекорда си от 29 мача без загуба, след победа с 3 – 1 над Астън Вила на Олд Трафорд. Серията без загуби започна на 11 април 2010; равенство 0 – 0 с Блекбърн Роувърс на Иууд Парк.

## Екипи
Производител на екипите е Nike. Главният спонсор на клуба, чието лого е изобразено на фланелката, е Aon.
|         |
| Домакин |

|      |
| Гост |

|          |
| Резервен |

## Предсезон и приятелски мачове
Манчестър Юнйатед обявиха техните предсезонни мачове за 2010 на 8 април 2010. Като част от подписването с Хавиер Ернандес, Юнайтед се съгасиха да играят приятелски мач срещу Гуадалахара, за да открият техният нов 45 000-ен стадион, Естадио Чивас на 30 юли.
На 6 май 2010, Манчестър Юнйатед обяви, че отборът ще пътува из Северна Америка лятото, за първи път от 2004. Отбор от 22-ма, включително новото попълнение Крис Смолинг, но без тези, които участваха на Световното първенство по футбол 2010, отлетяха до САЩ на 12 юли, преди да участват в тренировъчен лагер в Чикаго, щабквартирата на новия спонсор Аон. Първият мач от обиколката бе на 16 юли зад граница в Роджърс Сентър, Торонто, където Юнайтед победи пътуващият Селтик с 3 – 1 с голове на Димитър Бербатов, Дани Уелбек и Том Клевърли. Следващият мач срещу Филаделфия Юниън бе игран на 21 юли в Линкълн Файнаншъл Фийлд, един от стадионите на обиколките им през 2003 и 2004. Юнайтед спечели с 1 – 0 след гол на Габриел Обертан в 76-ата минута. Четири дни по-късно, отборът пътува до Канзас Сити, Мисури, за да играе с Канзас Сити Уизардс на Ароухед. Магьосниците вкараха първия гол в 11-ата минута, преди Димитър Бербатов да изравни от дузпа в 41-вата минута; въпреки това две минути по-късно Магьосниците си върнаха лидерството със спорен гол на Кей Камара. Нападателят на Сиера Леоне удари топката с глава в горната греда и тя подскочи върху гол линията; съдията реши, че цялата топка е преминала линията и обяви гола за редовен.
Обиколката на САЩ достигна кулминация на 28 юли, когато на стадион Релиънт в Хюстън, Тексас Юнайтед се изправи срещу сборен отбор на МЛС. Юнайтед спечели мача с 5 – 2, с голове на Федерико Македа (2), Дарън Гибсън, Том Клевърли и дебютанта Хавиер Ернандес. Първият гол на Македа падна след само 21 секунди игра; той вкара втория си гол в 13-ата минута, с глава от корнер на Нани. Браян Чинг върна голза МЛС в 64-тата минута, но Дарън Гибсън възстанови двуголовата разлика след пряк свободен удар в 70-ата минута. Три минути по-късно, Том Клевърли направи 4 – 1 с красив гол, овладявайки центрирането на Дарън Флечър и прекарвайки топката покрай вратаря Ник Римандо. Гола на Ернандес падна в 84-тата минута, когато той бе изведен от Дарън Флечър преди да прехвърли Римандо и да направи резултата 5 – 1. Тогава Дуейн Де Розарио вкара почетен гол в последната минута. След мача отбора потегли на юг, за да играе първият в историята си мач в Мексико срещу Чивас два дни по-късно. Хавиер Ернандес стартира като титуляр с фланекла на Чивас и отбеляза гол за предишния си клуб след само осем минути игра. Първият гол на Крис Смолинг за Манчестър Юнайтед изравни резултат две минути по-късно, но Чивас си върна лидерството преди полувремето чрез Адолфо Баутиста. На полувремето Ернандес премина на страната на Юнайтед на мястото на Димитър Бербатов. Хектор Рейносо увеличи преднината на домакините на 3 – 1 малко след 60-ата минута, когато Ернандес най-накрая напусна игра. Нани върна един гол 10 минути преди края, но резултата остана 3 – 2 до края на мача. Резултатът означаваше, че Юнайтед са завършили обиколката си на Северна Америка с три победи и две загуби.
След завръщането си в Европа, Манчестър Юнайтед завършиха предсезонната си подготовка с мач срещу Лига на Ирландия XI в първия мач игран на новия стадион Авива в Дъблин на 4 август. Звездите от световното първенство Уейн Рууни, Майкъл Карик, Джи-Сунг Парк и Неманя Видич се завърнаха на страната на Юнайтед, както и Майкъл Оуен и Антонио Валенсия, които бяха контузени. Парк вкара първия гол в 13-ата минута по странен начин; след като блокира изчистване на защитник, топката рикошира от него и се озова в мрежата. Майкъл Оуен удвои аванса на Юнайтед в 25-ата минута след като прехвърли вратаря, преди влезналият на полувремето Ернандес да направи резултата 3 – 0 две минути след подновяването на играта. Три гола за девет минути от Валенсия (60-а минута), втори от Парк (63-та) и Джони Еванс (69-а) направи резултата 6 – 0, но Дейв Мулкахи отбеляза почетен гол за Лигата на Ирландия XI в 78-ата минутал. Въпреки това, все още имаше време за Нани да отбележи седми гол, отбелязвайки от дузпа след като Ерандес бе фаулиран в наказателното поле.
| Дата          | Опонент             | Д / Г | Резултат З – П | Голмайстори                                                                              | Зрители |
| ------------- | ------------------- | ----- | -------------- | ---------------------------------------------------------------------------------------- | ------- |
| 16 юли 2010   | Селтик              | Н     | 3 – 1          | Бербатов 34', Уелбек 79', Клевърли 86'                                                   | 39 139  |
| 21 юли 2010   | Филаделфия Юниън    | Г     | 1 – 0          | Обертан 76'                                                                              | 44 213  |
| 25 юли 2010   | Канзас Сити Уизардс | Н     | 1 – 2          | Бербатов 41' (дузпа)                                                                     | 52 424  |
| 28 юли 2010   | Сборен отбор на МЛС | Н     | 5 – 2          | Македа (2) 1', 13', Гибсън 70', Клевърли 73', Ернандес 84'                               | 70 728  |
| 30 юли 2010   | Гуадалахара         | Г     | 2 – 3          | Смолинг 10', Нани 79'                                                                    |         |
| 4 август 2010 | Лига на Ирландия XI | Н     | 7 – 1          | Парк (2) 13', 63', Оуен 25', Ернандес 47', Валенсия 60', Дж. Еванс 69', Нани 82' (дузпа) | 49 861  |
| 24 май 2011   | Ювентус             | Д     | 1 – 2          | Руни 19'                                                                                 |         |

## Къмюнити Шийлд
Тъй като Челси направи дубъл, като спечели лигата и купата през 2009/10, Манчестър Юнайтед ще започнат сезона си с Къмюнити Шийлд 2010, като вицешампиони на Висшата лига. Те играха срещу Челси за трети път от четири години за Къмюнити Шийлд. Юнайтед спечели мача с 3 – 1, с голове на Антонио Валенсия, Хавиер Ернандес и Димитър Бербатов. Валенсия откри резултата в 41-вата минута, когато засече ниско центриране от Уейн Рууни. Рууни и Майкъл Оуен бяха заменени за Ернандес и Бербатов на полувремето и Ернандес удвои авантажа на Юнайтед в 76-ата минута; Джон О'Шей изведе Валенсия по десния фланг и еквадорецът центрира ниска топка; Ернандес засече топката с десния си крак, но тя отскочи и го удари по лицето преди да влезе. Саломон Калу върна един гол за Челси седем минути пред края, но Бербатов затвърди победата на Юнайтед, когато прехвърли вратаря Иларио след размяна на пасове с резервата Дарън Флечър, Райън Гигс и Нани по левият фланг.
| Дата     | Опонент | Д / Г | Резултат З – П | Голмайстори                                | Зрители |
| -------- | ------- | ----- | -------------- | ------------------------------------------ | ------- |
| 8 август | Челси   | Н     | 3 – 1          | Валенсия 41', Ернандес 76', Бербатов 90+2' | 84 623  |

## Висша лига
Кръговете бяха обявени на 17 юни и се разбра, че Юнайтед щеше започне кампанията си с домакинство на Нюкасъл Юнайтед на Олд Трафорд на 16 август 2010, точно както започнаха сезон 2008/09.
Тъй като мачът на Юнайтед бе играч в понеделник, неговите съперници имаха шанса да получат ранна преднина в състезанието за титалта и Челси се качи на първо място с победа с 6 – 0 над Уест Бромич Албиън в събота. На Юнайтед му трябваше малко над половин час, за да открие резултата срещу Нюкасъл; когато Хонас Гуитерес се бореше за топката, той остави на Антонио Валенсия да му я открадне. Тогава Пол Скоулс получи топката и я изпрати в наказателното поле към Димитър Бербатов, който шутира покрай вратяра на Нюкасъл Стив Харпър в далечния ъгъл на вратата. За втория гол, Нани прати топката в наказателното поле за Патрис Евра, който центрира по земя в 6 метровото пое. Топката рикошира в Уейн Руни и попадна в Дарън Флечър, който се извъртя и шутира. След като влезе като резерва в 71-вата минута, Райън Гигс запази традицията си да отбелязва във всеки сезон на Висшата лига с гол пет минути преди края на мача; Пол Скоулс центрира към Гигс с диагонален пас по въздух и уелският полузащитник с вуле я прати в далечниат ъгъл на вратата. Победата с 3 – 0 постави Юнайтед на четвърто място в таблицата в края на първия кръг на лигата.
Следващият мач на Юнайтед бе на следващата неделя, като гост на Фулъм. Скоулс отбеляза гол в 11-ата минута, след изстрел от 30 метра в долния десен гол на вратата, 150-ият си гол за Манчестър Юнайтед, след асистенция от Бербатов. Саймън Дейвис изравни за Фулъм 10 минути след началото на второто полувреме, но Бреде Хангеланд си вкара автогол след корнер и Юнайтед поведе 5 минути преди края на редовното време. Минута по-късно, Деймиън Дъф удари с ръка топката в наказателното поле на Фулъм, но удара на Нани бе спасен от вратаря Дейвид Стокдейл. Тогава, в 89-ата минута, Хангеланд си откупи вината след гол с глава от корнер и открадна победата на Юнайтед.
Юнайтед игра като домакин с Уест Хям Юнайтед в събота, 28 август. Уейн Руни вкара първия гол от дузпа в 33-тата минута – неговият първи гол от 13 мача насам – след като Райън Гигс бе фаулиран в наказателното поле от бившия защитник на Манчестър Юнайтед Джонатан Спектър. Нани отбеляза втория гол 5 минути след полувремето, след пас от Руни пред да навлезе в наказателното поле и с левия си крак изстреля топката покрай Робърт Грийн на вратата на Уест Хям. Нани подаде към Бербатов за 3 – 0, центрирайки топката през наказателното поле, за да може българският нападател да отбележи със странична ножица.
След почивка за международни мачове, Юнайтед пътува до Гудисън Парк на 11 септември, за да се срещне с Евертън: първият от двата последователни мача с отори от Ливърпул. Евертън бяха по-силни за първите 30 минути, докато най-добрите шансове на Юнайтед бяха спасени от Тим Хауърд. След корнер в 39-ата минута и едно от тези спасявания, Евра не успя да се справи с дълга топка от защитата на Евертън и позволи на Микел Артета, който покори вратата на Едвин ван дер Сар; холандският вратар спаси удара на Артета, но топката се озова в Леон Осман, който подаде към Стивън Пиенар, за да може да прокара топката под Ван дер Сар и да отбележи. Обаче лидерството на Евертън не бе дълго, след като Гигс намери Нани по дясното крило и португалецът центрира късо към Флечър, който с вуле отбеляза за 1 – 1. Юнайтед поведе само две минути след подновяването на играта: корнер на Нани бе полу-изчистен от Осман преди топката да се върне в Нани, който центрира към непокрития Неманя Видич, който отбеляза. Бербатов направи резултата 3 – 1 в 65-ата минута след фалцов удар от малко зад наказателното поле след като измами Дъстин след дълга топка от Скоулс. Резултатът се запази 3 – 1 до 90-ата минута, когато две атаки по левия фланг на Евертън се превърнаха в голове на Тим Кейхил и Микел Артета, спечелвайки равенство точно преди последния съдийски сигнал.
Следващият мач на Юнайтед бе домакинство на именития им съперник, Ливърпул. Юнайтед бе по-добрият отбор през първото полувреме като Нани пропусна най-добрият им шанс след като удар на Уейн Руни отклонен в краката му в средата на първото полувреме. Обаче, с около 5 минути преди почивката, корнер бе отразен от Димитър Бербатов с глава и топката премина покрай Пепе Рейна и влезе в мрежата. Малко след като мина един час, Бербатов направи резултата 2 – 0 след като овладя центриране на Нани и със задна ножица вкара коженото кълбо във врата. Обаче Юнайтед отново изпусна два гола преднина срещу техните опоненти от Мърсисайд след два гола на Стивън Джерард за по-малко от 6 минути. Първият бе от дузпа след като Фернандо Торес бе фаулиран от Джони Еванс, а вторият бе от пряк свободен удар след като отново Торес бе фаулиран, този път от Джон О'Шей. Въпреки това, Бербатов оформи крайния резултат седем минути преди края като след центриране на О'Шей се извиси над всички и с глава направи резултата 3 – 2. Бербатов стана първият отбор на Юнайтед, който отбелязва хеттрик срещу Ливърпул откакто това направи Стан Пиърсън през 1946 и първият на Олд Трафорд откакто това направи Джо Спенс през 1928, хеттрикът на Пиърсън бе отбелязан на Мейн Роуд, където Юнайтед игра мачовете си за няколко сезона след като Олд Трафорд бе разрушен по време на Втората световна война.
След пътуване до Скънторп Юнайтед по средата на седмицата, следващото гостуване на Юнайтед бе на Рийбок Стейдиъм, за да се изправят срещу набралия сили Болтън Уондърърс. Юнайтед продължи да допуска голове от статични положения след като Зат Кнайт се извиси най-високо при центриране от корнер и изведе домакините за 1 – 0 след само 6 минути игра. Отговора на Юнайтед бе бърз и те изравниха в 23-тата минута, когато Нани взе топката от своето наказателно и пробяга целия терен, за да отбележи покрай Юси Яаскелайнен. Болтън си възвърна лидерството по средата на второто полувреме, когато старият играч на Сити Мартин Петров заби топката във врата на Едвин ван дер Сар с десния си крак. Малко по-късно, Болтън изпусна добър шанс за 3 – 1. Юнайтед изоставаха само за 7 минути, когато Майкъл Оуен вкара с глава, за да изравни след свободен удар на Нани.
След победа над Валенсия в Шампионската лига, Юнайтед отново гостуваха, този път на Стейдиъм ъф Лайт, за да се изправят бившия играч на Юнайтед Стив Брус. Юнайтед бяха принудени да сменят съблекалнята само 15 минути преди началото на мача след като тръба в съблекалнята им се спука. Когато мача започна, със закъснение, Съндърланд играха добре в защита и не оставиха на Юнайтед почти никакви опасни ситуации. Не бе добър за Юнайтед и мача завърши при резултат 0 – 0 в мач, в който Юнайтед създаде малко опасни ситуации и това означаваше, че Юнайтед все още не е печелил 3 точки при гостуване този сезон.
След почивка за международни мачове, Юнайтед домакинства на Олд Трафорд на новака Уест Бромич Албиън. Юнайтед поведе отрано, когато Хавиер Ернандес вкара първия си гол във Висшата лига за 1 – 0. 20 минути по-късно Юнайтед поведе с 2 – 0, когато Нани вкара 3-тия си гол във Висшата лига този сезон. Уест Бром излезе по-уверено през второто полувреме и скоро намали пасива си, когато ниско центрирана топка бе вкарана във вратата на Юнайтед от Патрис Евра. Уест Бром изравниха в 55-ата минута, когато Крис Брънт центрира, а Едвин ван дер Сар изтърва топката, което даде шанс на Сомен Тчой да вкара топката на празна врата за 2 – 2.
С новината, че Уейн Руни подписа нов 5-годишен договор още в съзнанието им, Юнайтед гостува на Стоук Сити. Тъй като Руни още бе контузен, Фъргюсън избра за титуляри Хавиер Ернандес и Димитър Бербатов. Малкият мексиканец вкара първия гол, когато Нани центрира и Неманя Видич отклони топката към Ернандес, който с глава вкара топката във вратата на Томас Сьоренсен. Резултата остана 1 – 0 до 81-вата минута, когато Тунджай пое топката по лявото крило, проби в наказателното и заби топката в ъгъла на вратата, като така отбеляза първия гол на Стоук Сити срещу Манчестър Юнайтед. Въпреки това, само 3 минути преди края, удар на Патрис Евра попадна в краката на Хавиер Ернандес, който вкара втория си гол в мача и третия в последните два. Това бе първта победа на Юнайтед като гост във Висшата лига този сезон.
Следващият мач на Юнайтед бе домакинство на Тотнъм Хотспър. За първите 11 минути и Джи-Сун Парк, и Рафаел ван дер Ваарт уцелиха гредите, но трябваше да мине половин час, за да може Неманя Видич да отбележи с глава след центриране на Нани от пряк свободен удар. И двата отбора имаха още шансове да отбележат преди Нани да оформи крайния резултат 5 минути преди края на мача след много спорна ситуация. Гонейки извеждащ пас, Нани бе свален от защитник на шпорите и падна в търсене на дузпа. Обаче, съдията Марк Клатенбърг отказа да даде такава. Докато падаше, Нани видимо докосна топката с ръка и вратаря на шпорите, Еурелио Гомес, реши, че Клатенбърг ще даде фаул в полза на неговия отбор. По някаква причина, Клатенбърг позволи играта да продължи без фаул, но Гомес заложи топката. Нани, който отново бе на крака, просто вкара топката във вратата и Клатенбърг позволи гола. Неговият асистент го повика за да му каже, че е видял Нани да играе с ръка, но Клатенбърг не го послуша и разреши гола като така мача завърши при резултат 2 – 0. Технически, голът бе правилен, тъй като съдията не свири фаул за шпорите за играта с ръка на Нани, въпреки че бивши съдии, като Греъм Пол, казват, че не биха дали гола.
Завръщайки се в лигата след победа в Шампионската лига, Юнайтед се изправиха срещу Уулвърхямптън Уондърърс на Олд Трафорд. Това бе втората срещу между двата отбора за 12 дни след като Юнайтед победиха вълците с 3 – 2 в Карлинг Къп. Юнайтед се бориха за възможности през първото полувреме, но все пак те откриха резултата точно преди края на полувремето, когато Дарън Флечър подаде на Джи-Сун Парк зад защитата, който реализира. Вълците имаха възможности през второто полувреме, като Силван Ебанкс-Блейк и Стивън Флечър влизат като резерви, и бившият юноша на Юнайтед Ебанкс-Блейк е играчът, който изравнява, вкарвайки топката между краката на Едвин ван дер Сар от близко разстояние. Юнайтед пресират опонента си в търсене на победата в последните минути, като Федерико Македа и Пол Скоулс влизат като резерви, и опитите им са възнаградени в 93-тата минута, когато Флечър пусна диагонална топка към Парк, който влезе в наказателното и вкара топката покрай Маркус Ханеман за втори път в мача, давайки на Юнайтед победа с 2 – 1. В този мач бе и завръщането на Оуен Харгрийвс, който започна като титуляр за първи път от почти две години. Завръщането му обаче бе ужасно, тъй като след само 5 минути игра той отново се контузи.
Юнайтед играха срещу градските си съпреници от Манчестър Сити в Ийстлендс на 10 ноември 2010, първото дерби на Манчестър за този сезон. Полувремето завърши при резултат 0 – 0 след като Едвин ван дер Сар спаси пряк свободния удар на Карлос Тевес, а Димитър Бербатов тества Джо Харт с прехвърлящ удар. Малко преди края на мача, Адам Джонсън и Хавиер Ернандес влизат като резерви на мястото на Джеймс Милнър и Бербатов, но нито един от двата отбора не успя да отбележи и мача завърши 0 – 0.
Юнайтед завърши 2 – 2 на гости на Астън Вила на Вила Парк три дни по-късно. Резултата на полувремето бе 0 – 0 и остана непроменен докато Уес Браун не фаулира Ашли Йънг в наказателното поле. Самият Йънг отбеляза дузпата, а Марк Олбрайтън удвои предимството на домакините, след перфекто центриране от Стюърт Даунинг. Алекс Фъргюсън извади Димитър Бербатов и Хавиер Ернандес и на тяхно място пусна съответно Габриел Обертан и Федерико Македа в опит да изравни. Македа вкара 16 метра, за да върне надеждата на Юнайтед, а капитана Неманя Видич изравни, когато посрещна центриране на Нани на далечната греда и вкара топката във вратата. Юнайтед измъкна равенството, за да остане единственият отбор във Висшата лига без загуба.
Юнайтед записа победа с 2 – 0 над Уигън Атлетик на 20 ноември 2010. Патрис Евра вкара първия гол малко преди полувремето, когато след центриране на Джи-Сун Парк вкара с глава. Само две минути след подновяването на играта, Уигън останаха с десет и след това девет души, когато капитанът Антолин Алкарас бе изгонен за втори жълт картон. Минути по-късно, вице-капитанът Уго Родайега също получи червен картон, този път директен за нарушение срещу Рафаел. Рафаел асистира за победния гол на Хавиер Ернандес, когато бразилеца центрира на мексиканеца, който отбеляза с глава. Този мач видя и завръщането на Уейн Руни след 5 седмична контузия, която той получи точно преди да подпише нов 5-годишен договор с червените дяволи. Руни влезе като резерва в 56-ата минута и замени Федерико Македа.
След победа над Рейнджърс, Юнайтед се завърна във Висшата лига с победа със 7 – 1 над Блекбърн Роувърс. Юнайтед поведе с 1 – 0 след само 2 минути, когато пряк свободен удар на Нани бе засечен от Уейн Руни с глава (който започна като титуляр на Олд Трафорд за първи път, откакто подписа нов 5-годишен договор). Тогава Димитър Бербатов посегна с десния си крак, за да довърши атаката, което бе първият гол на Бербатов за 10 мача. След това Нани подаде на Джи-Сун Парк, който направи двойно подаване с Руни преди да излезе сам срещу вратяра на Блекбърн Пол Робинсън, за да вкара втория гол на Юнайтед в мача. Юнайтед поведе с 3 – 0, когато Паскал Чимбонда върна много слабо топката към Робинсън, което позволи на Бербатов да я отмъкне и да вкара за втори път в мача. Две минути след началото на второто полувреме, Бербатов вкара за трети път, когато Нани проби отдясно, след това влезе в наказателното и пусна топката назад към Бербатов, който завърши атаката, която сам бе започнал от своето наказателно. Минута по-късно, Нани добави още един гол за унижението на Блекбърн, когато проби покрай Чимбонда, за да промуши топката покрай Робинсън. Бебатов вкара четвъртия си гол, и шестият на Юнайтед, когато Рафаел проби в наказателното преди да подаде на Парк, чийто удар бе блокиран от капитана на Блекбърн Кристофър Самба, само за да може Бербатов да вкара гол. Бербатов вкара петия си гол (като така стана четвъртият играч, който е вкарвал 5 гола в един мач във Висшата лига, след Андрю Коул, Алън Шиърър и Джермейн Дефоу), когато вкара от малък ъгъл след като опита да подаде към Руни, но не успя и топката се върна в него. Самба вкара почетен гол 8 минути преди края на мача, когато заби топката от центриране на резервата Джош Морис. Победата постави Юнайтед начело на Висшата лига за първи път през този сезон.
Следващият мач на Юнайтед бе гостуване на Блакпул на 4 декември, но поради студеното време в цялата страна и липсата на подпочвено отопление на стадиона на Блакпул мачът бе отменен 24 часа преди началото и ще бъде игран на 25 януари. Така Юнайтед не игра мачове 2 седмици и бе задминат Арсенал и местните съперници Манчестър Сити.
Следващият мач, който Юнайтед изигра бе домакинство на Арсенал, традиционен съперник за титлата, който започна мача като лидер във Висшата лига. Юнайтед започна силлно, въпреки че рядко застрашаваше вратата на младия вратар на Арсенал Войчеч Счесни докато удар с глава на Джи-Сун Парк към далечната греда не влезе в мрежата 5 минути преди полувремето. Арсенал започна второто полувреме силно и Едвин ван дер Сар бе принуден да спаси опасен удар на Самир Насри преди Неманя Видич да блокира завършека на Маруан Шамак. Въпреки това Юнайтед отново заигра опасно и опасен удар на Андерсон бе спасен от Счесни, след което Нани стреля опасно над вратата. Дузпа бе отредена за игра с ръка на Гаел Клиши 15 минути преди края, но Уейн Руни стреля над вратата. Руни опита да се реваншира няколко минути по-късно като опита да прехвърли Счесни, но вратарят показа класа и спаси. В самия край на мача пропуск на Тио Уолкът донесе на Юнайтед 3-те точки и първото място във Висшата лига.
Следващият мач на Юнайтед трябваше да е гостуване на Челси на 19 декември, но поради снеговалежа в цялата страна, мачът бе отменен 24 часа преди началото му. Решено бе мачът да се играе на 1 март. След като мачът на Арсенал със Стоук Сити също бе отменен, а Манчестър Сити загубиха у дома от Евертън, това означаваше, че Юнайтед ще е първи във Висшата лига на Коледа, за първи път от четири сезона.
Следващият мач, който Юнайтед игра бе домакинство на Съндърланд. Димитър Бербатов вкара след 5 минути игра, с глава след центриране на Уейн Руни. След това, Бербатов и Андерсон удариха греди, а Юнайтед продължаваше да доминира изцяло. Бербатов направи резултата 2 – 0 след почивката, когато ударът му от наказателното поле бе отклонен от Антон Фърдинанд, по-малкият брат на Рио Фърдинанд, за да може Юнайтед да вземе 3-те точки.
Юнайтед завърши 2010 с равенство 1 – 1 срещу Бирмингам Сити на Сейнт Андрюс. Равенството придвижи Юнайтед на върха в първенството, след като Манчестър Сити бе победил Астън Вила, за да могат небесно сините да излезнат на върха. След като първото полувреме мина без голове, Юнайтед поведе в 58-ата минута, когато Димитър Бербатов подаде на Дарън Гибсън с пета и топката му бе върната в наказателното поле и той вкара в ъгъла на вратата. Малко по-късно удар на Бербатов от 20 метра удари гредата преди късната драма. Бирмингам изравни в 89-ата минута след като центриране на сините бе посрещнато от ръката на Никола Жигич и Лий Боуйър вкара гол, въпреки че бе в засада. След 4-минутното продължение, Юнайтед отново бе на първо място.
След мача с Бирмингам Сити, Юнайтед започна 2011 с друго гостуване в Мидлендс, този път на Дъ Хоутхорнс, за да се изправят срещу Уест Бромич Албиън. Уейн Руни вкара първия гол само след три минути игра, когато заби топката в мрежата с глава за първия му гол в игра от март 2010. Джеймс Морисън изравни за дроздовете с удар от 25 метра. След това Питър Одемвинге пропусна от дузпа след като защитникът Рио Фърдинанд бе повалил Джероум Томас. Хавиер Ернандес и Дарън Гибсън замениха съответно Димитър Бербатов и Габриел Обертан и Ернандес спечели мача за Юнайтед в 73-тата минута, вкарвайки с глава след центриране от корнер на Руни.
Юнайтед увеличи преднината си на върха на класирането след важна и трудно извоювана победа над Стоук Сити на Олд Трафорд. Димитър Бербатов пропусна преди Юнайтед да поведе, когато Хавиер Ернандес вкара гол с глава след центриране на Нани; този гол на Ернандес бе трети за него срещу Стоук. Дийн Уайтхед израви за грънчарите, техният първи гол във Висшата лига на Олд Трафорд за повече от 30 години, но Ернандес и Нани комбинираха отново, за да може Нани да вкара красив гол с левия си крак за победата на Юнайтед. Победата изведе Юнайтед на две точки пред втория Манчестър Сити, които имат два мача повече, и четири пред Арсенал, които имат мач повече.
| Дата              | Опонент                 | Д / Г | Резултат З – П | Голмайстори                                             | Зрители | Позиция в лигата |
| ----------------- | ----------------------- | ----- | -------------- | ------------------------------------------------------- | ------- | ---------------- |
| 16 август 2010    | Нюкасъл Юнайтед         | Д     | 3 – 0          | Бербатов 33', Флечър 42', Гигс 85'                      | 75 221  | 4-ти             |
| 22 август 2010    | Фулъм                   | Г     | 2 – 2          | Скоулс 11', Хангеланд 84' (автогол)                     | 25 643  | 3-ти             |
| 28 август 2010    | Уест Хям Юнайтед        | Д     | 3 – 0          | Руни 33' (дузпа), Нани 50', Бербатов 69'                | 75 061  | 3-ти             |
| 11 септември 2010 | Евертън                 | Г     | 3 – 3          | Флечър 43', Видич 47', Бербатов 66'                     | 36 556  | 3-ти             |
| 19 септември 2010 | Ливърпул                | Д     | 3 – 2          | Бербатов 42', 59', 84'                                  | 75 213  | 3-ти             |
| 26 септември 2010 | Болтън Уондърърс        | Г     | 2 – 2          | Нани 23', Оуен 74'                                      | 23 926  | 2-ри             |
| 2 октомври 2010   | Съндърланд              | Г     | 0 – 0          |                                                         | 41 709  | 3-ти             |
| 16 октомври 2010  | Уест Бромич Албиън      | Д     | 2 – 2          | Ернандес 5', Нани 25'                                   | 75 272  | 3-ти             |
| 24 октомври 2010  | Стоук Сити              | Г     | 2 – 1          | Ернандес (2) 27', 86'                                   | 27 372  | 3-ти             |
| 30 октомври 2010  | Тотнъм Хотспър          | Д     | 2 – 0          | Видич 31', Нани 84'                                     | 75 223  | 3-ти             |
| 6 ноември 2010    | Уулвърхямптън Уондърърс | Д     | 2 – 1          | Парк (2) 45', 90+3'                                     | 75 285  | 2-ри             |
| 10 ноември 2010   | Манчестър Сити          | Г     | 0 – 0          |                                                         | 47 679  | 2-ри             |
| 13 ноември 2010   | Астън Вила              | Г     | 2 – 2          | Македа 81', Видич 85'                                   | 40 073  | 3-ти             |
| 20 ноември 2010   | Уигън Атлетик           | Д     | 2 – 0          | Евра 45+1', Ернандес 77'                                | 74 181  | 2-ри             |
| 27 ноември 2010   | Блекбърн Роувърс        | Д     | 7 – 1          | Бербатов (5) 2', 27', 47', 62', 70', Парк 23', Нани 48' | 74 850  | 1-ви             |
| 13 декември 2010  | Арсенал                 | Д     | 1 – 0          | Парк 41'                                                | 75 227  | 1-ви             |
| 26 декември 2010  | Съндърланд              | Д     | 2 – 0          | Бербатов (2) 5', 57'                                    | 75 269  | 1-ви             |
| 28 декември 2010  | Бирмингам Сити          | Г     | 1 – 1          | Бербатов 58'                                            | 28 242  | 1-ви             |
| 1 януари 2011     | Уест Бромич Албиън      | Г     | 2 – 1          | Руни 3', Ернандес 75'                                   | 25 499  | 1-ви             |
| 4 януари 2011     | Стоук Сити              | Д     | 2 – 1          | Ернандес 27', Нани 62'                                  | 73 401  | 1-ви             |
| 16 януари 2011    | Тотнъм Хотспър          | Г     | 0 – 0          |                                                         | 35 828  | 1-ви             |
| 22 януари 2011    | Бирмингам Сити          | Д     | 5 – 0          | Бербатов (3) 2', 31', 53', Гигс 45+2', Нани 76'         | 75 326  | 1-ви             |
| 25 януари 2011    | Блакпул                 | Г     | 3 – 2          | Бербатов (2) 72', 88', Ернандес 74'                     | 15 574  | 1-ви             |
| 1 февруари 2011   | Астън Вила              | Д     | 3 – 1          | Руни (2) 1', 45+1', Видич 63'                           | 75 256  | 1-ви             |
| 5 февруари 2011   | Уулвърхямптън Уондърърс | Г     | 1 – 2          | Нани 3'                                                 | 28 811  | 1-ви             |
| 12 февруари 2011  | Манчестър Сити          | Д     | 2 – 1          | Нани 41', Руни 78'                                      | 75 322  | 1-ви             |
| 26 февруари 2011  | Уигън Атлетик           | Г     | 4 – 0          | Ернандес (2) 17', 74', Руни 84', Фабио 87'              | 18 140  | 1-ви             |
| 1 март 2011       | Челси                   | Г     | 1 – 2          | Руни 29'                                                | 41 825  | 1-ви             |
| 6 март 2011       | Ливърпул                | Г     | 1 – 3          | Ернандес 90+2'                                          | 44 753  | 1-ви             |
| 19 март 2011      | Болтън Уондърърс        | Д     | 1 – 0          | Бербатов 88'                                            | 75 486  | 1-ви             |
| 2 април 2011      | Уест Хям Юнайтед        | Г     | 4 – 2          | Руни (3) 65', 73', 79' (дузпа), Ернандес 84'            | 34 546  | 1-ви             |
| 9 април 2011      | Фулъм                   | Д     | 2 – 0          | Бербатов 12', Валенсия 32'                              | 75 339  | 1-ви             |
| 19 април 2011     | Нюкасъл Юнайтед         | Г     | 0 – 0          |                                                         | 49 025  | 1-ви             |
| 23 април 2011     | Евертън                 | Д     | 1 – 0          | Ернандес 84'                                            | 75 300  | 1-ви             |
| 1 май 2011        | Арсенал                 | Г     | 0 – 1          |                                                         | 60 107  | 1-ви             |
| 8 май 2011        | Челси                   | Д     | 2 – 1          | Ернандес 1', Видич 23'                                  | 75 445  | 1-ви             |
| 14 май 2011       | Блекбърн Роувърс        | Г     | 1 – 1          | Руни 73' (дузпа)                                        | 29 867  | 1-ви             |
| 22 май 2011       | Блакпул                 | Д     | 4 – 2          | Парк 21', Андерсон 62', Евът 74' (автогол), Оуен 81'    | 75 400  | 1-ви             |

| № | Клуб              | М  | П  | Р  | З | ВГ | ДГ | ГР  | Т  |
| - | ----------------- | -- | -- | -- | - | -- | -- | --- | -- |
| 1 | Манчестър Юнайтед | 38 | 23 | 11 | 4 | 78 | 37 | +41 | 80 |
| 2 | Челси             | 38 | 21 | 8  | 9 | 69 | 33 | +36 | 71 |
| 3 | Манчестър Сити    | 38 | 21 | 8  | 9 | 60 | 33 | +27 | 71 |

## ФА Къп
Манчестър Юнайтед влезе във ФА Къп 2010/11 от третия кръг, тегленето бе на 28 ноември 2010. За втори пореден сезон те ще започнат състезанието като се изправят срещу техен голям противник на Олд Трафод, като този път това е Ливърпул.
Това бе е първият път за близо пет години, когато двата отбора се срещат във ФА Къп, като това е първият техен мач на Олд Трафорд за близо 12 години. При предишния техен мач два гола в последните две минути на Дуайт Йорк и Оле Гунар Солскяер донесоха победа на Юнайтед с 2 – 1, които губеха за повече от 85 минути след като техният настоящ играч Майкъл Оуен бе отбелязал. Тогава Юнайтед спечели требъл.
Този път ранният гол за Юнайтед дойде след като Димитър Бербатов бе фаулиран в наказателното поле от Даниел Агер след само 31 секунди и Райън Гигс отбеляза от последвалата дузпа. Тогава, след около половин час, Стивън Джерард получи директен червен картон от съдията Хауърд Уеб за остро влизане с двата крака на Майкъл Карик. Въпреки числовото предимство, Юнайтед не успя да увеличи преднината си, но Ливърпул не успя да изравни и Юнайтед спечели с 1 – 0.
Тегленето за четвъртия кръг бе веднага след мача с Ливърпул и отреди на Юнайтед гостуване на южното крайбрежие за мач срещу отбора от Лига 1, Саутхемптън. Юнайтед спечели предишните пет срещи между двата отбора, но загуби от същия опонент на финала за ФА Къп през 1976 година.
Мачът се игра на 29 януари.
| Дата             | Кръг      | Опонент        | Д / Г | Резултат З – П | Голмайстори            | Зрители |
| ---------------- | --------- | -------------- | ----- | -------------- | ---------------------- | ------- |
| 9 януари 2011    | 3-ти      | Ливърпул       | Д     | 1 − 0          | Гигс 2' (дузпа)        | 74 727  |
| 29 януари 2011   | 4-ти      | Саутхемптън    | Г     | 2 − 1          | Оуен 65', Ернандес 75' | 28 792  |
| 19 февруари 2011 | 5-и       | Кроули Таун    | Д     | 1 − 0          | Браун 28'              | 74 778  |
| 12 март 2011     | 6-и       | Арсенал        | Д     | 2 − 0          | Фабио 28', Руни 49'    | 74 693  |
| 16 април 2011    | Полуфинал | Манчестър Сити | Н     | 0 − 1          |                        | 86 549  |

## Купа на лигата
Като един от 7-те отбора от Висшата лига, които участват в евротурнирите през сезон 2010/11, Манчестър Юнайтед пропусна втория кръг на Купа на футболната лига 2010/11. Тегленето за третия кръг бе на 28 август и отреди на Манчестър Юнайтед гостуване на Скънторп Юнайтед от Чемпиъншип. Мачът бе първият между двата отбора и ще бе игран на 22 септември.
След като Алекс Фъргюсън бе в Испания, за да гледа техният опонент от Шампионската лига Валенсия, Майк Пелън бе мениджър на Юнайтед, като направи големи промени в състава, който победи Ливърпул. Домакините изненадващо поведоха, когато Джош Райт отбеляза, само за да може Дарън Гибсън да изравни. Юнайтед бе доволен след като поведе след воле на Крис Смолинг малко преди почивката, а атаките на Скънторп бяха смалени само до далечни удари, които бяха спасявани от мъжът на мача Томаш Кузчак. Майкъл Оуен отбеляза сам срещу вратаря, Джи-Сун Парк вкара и Оуен заби пети, оставяйки само Мартин Уолфорд да отбележи почетен гол.
Тегленето за четвъртия кръг бе на 25 септември и отреди на Юнайтед домакинство на Уулвъряхмптън Уондърърс, които победиха с 1 – 0 в третия кръг, предишният сезон на състезанието. Мачът бе игран на 26 октомври и Юнайтед евентуално спечели с 3 – 2, след като два пъти позволяваше да бъде изравнен. Голове на Бебе (първи за клуба), Джи-Сун Парк и късен победен гол от Хавиер Ернандес дадоха път на Юнайтед към петия кръг.
Тегленето за петия кръг бе на 30 октомври 2010 и отреди на Манчестър Юнайтед гостуване на Ъптън Парк, за да играят срещу Уест Хям Юнайтед. Мачът бе игран на 30 ноември, но Юнайтед загуби с 4 – 0. Юнайтед замалко да поведе след 7 минути игра, когато удар на Габриел Обертан бе изчистен в гредата от Робърт Грийн. В 15-ата минута, изглеждаше сякаш Уест Хям поведе, когато удар на Виктор Обина се отклони от Крис Смолинг, но съдията правилно отсъди, че топката се отклони от стария играч на Юнайтед Джонатан Спектър и отмени „гола“ заради засада. Минути по-късно Спектър, който имаше осем мача за Юнайтед, даде на Уест Хям предимство, когато прехвърли с глава Томаш Кузчак след центриране от Обина. Голът бе първи за Спектър в цялата му кариера. Спектър добави втори осем минути преди края на първото полувреме, когато стреля от близко разстояние и Смолинг и Кузчак не успяха да спрат удара му. Алекс Фъргюсън пусна Федерико Македа на мястото на Бебе на полувремето в опит да отбележи, но Уест Хям вкараха техният трети гол 11 минути след подновяването на играта, когато Карлтън Коул вкара с глава след центриране на Обина за своя 50 гол в кариерата си. Юнайтед бяха унижени още повече, когато в 66-ата минута Уест Хям вкараха четвърти гол, след центриране на Обина в средата на наказателното поле, което бе овладяно от Коул, който измами Джони Еванс преди да вкара топката във вратата. Хавиер Ернандес не успя да вкара почетно попадение за Юнайтед малко преди края. Уест Хям удържа резултата и изкара от състезанието настоящият шампион през последните 2 години, стана първият отбор, който побеждава Юнайтед през този сезон, записа най-голямата си победа над Юнайтед за 80 години и стигна до последните четири на Карлинг Къп за първи път от 20 години.
| Дата              | Кръг | Опонент                 | Д / Г | Резултат З – П | Голмайстори                                          | Зрители |
| ----------------- | ---- | ----------------------- | ----- | -------------- | ---------------------------------------------------- | ------- |
| 22 септември 2010 | 3-ти | Скънторп Юнайтед        | Г     | 5 – 2          | Гибсън 23', Смолинг 36', Оуен (2) 49', 71', Парк 54' | 9077    |
| 26 октомври 2010  | 4-ти | Уулвърхямптън Уондърърс | Д     | 3 – 2          | Бебе 56', Парк 70', Ернандес 90'                     | 46 083  |
| 30 ноември 2010   | 5-и  | Уест Хям Юнайтед        | Г     | 0 – 4          |                                                      | 33 551  |

## Шампионска лига

### Групова фаза
Манчестър Юнайтед ще започнат кампанията си в Шампионската лига в груповата фаза след като завършиха втори във Висшата лига 2009/10. Тегленето за груповата фаза бе на 26 август 2010. Като един от първите 8 отбора в Европа, клубър бе в урна 1, което означаваше, че няма да играе срещу настоящиет шампион Интер, както и Барселона, Байерн Мюнхен, Милан, Лион както и 3 английски отбора, Челси, Арсенал и Тотнъм Хотспър. Въпреки това, те можеша да се изправят срещу предишните шампиони Реал Мадрид и АФК Аякс, както и финалиста от 1966 Партизан. Тегленето изправи Юнайтед с два предишни опонента, Валенсия и шотландския шампион Рейнджърс, както и един нов опонент, във формата на турските шампиони Бурсаспор.
Първият мач на Юнайтед за сезона бе на 14 септември, у дома срещу Рейнджърс. С домакинство на Ливърпул идната неделя, Алекс Фъргюсън се възползва от възможността да даде почивка на няколко титуляра; само Дарън Флечър от отбора срещу Евертън в предишната събота бе запазил мястото си. Въпреки това, както Уейн Руни така и Рио Фърдинанд се завърнаха в отбора. Въпреки че Юнайтед имаха повече удари по време на мача – повечето бяха опити от далечна дистанция на Дарън Гибсън – те не успяха да пробият защитата на Рейнджърс и мачът завърши с безголово равенство. В допълнение към лошото представяне, мъката на Юнайтед бе допълнена от контузия на Антонио Валенсия, който ще пропусне остатъка от сезона; в двубой с Кърк Броудфут от Рейнджърс, еквадорецът закачи крака си за терена и размести лявото си коляно и счупи големия и малкия пищял на левия си крак. Очаква се, че Валенсия ще пропусне повечето от остатъка от сезона.
След това Юнайтед пътуваха до испанския Валенсия. Валенсия държа Юнайтед под натиск, но благодарение на здрава защита и някои пропуски изглеждаше сякаш Юнайтед ще си тръгнат с приемливо равенство. Обаче, Юнайтед имаше други идеи, когато Нани и Федерико Македа комбинираха добре, за да помогнат на Хавиер Ернандес да отбележи в 85-ата минута, което означаваше че Юнайтед напускат Испания с 3 точки и първа победа като гост този сезон.
Часове след шокиращото разкритие на Уейн Руни, че иска да напусне клуба, Юнайтед бе домакин на турските шампиони Бурсаспор. Не мина много време преди Юнайтед да поведе – и бе благодарение на удивително соло изпълнение на Нани, който проби отляво и с хубав удар от 25 метра вкара покрай отчаяниея Димитър Иванков, който нямаше никакъв шанс да спре топката. Резервата Габриел Обертан трябваше да удвои аванса на Юнайтед по-късно, но удара му с глава след корнер мина покрай вратата, докато Хавиер Ернандес пропусна да отбележи от чиста позиция. Накрая благодарение на ранния гол на Нани, който се оказа достатъчен за победата, Юнайтед стана първи в групата след 3 мача.
Следващият мач на Юнайтед отново бе срещу Бурсаспор, този път като гост в Бурса, Турция. Този път мачът бе по-резултатен и Юнайтед спечели с 3 – 0, след голове през второто полувреме на Дарън Флечър, Габриел Обертан и Бебе. Победата запази Юнайтед на върха на групата като им трябваше поне точка в следващите два мача, за да продължат във фазата на директните елиминации.
Следващият мач бе гостуване на Иброкс срещу Рейнджърс. За разлика от предишния мач, този път и двата отбора се бореха за победата – Рейнджърс се нуждаеха от победа, за да запазят шанс за директните елиминации на Шампионската лига. Мачът бе решен три минути преди края, когато Уейн Руни отбеляза от дузпа след като Фабио бе ритнат в лицето от Стивън Нейсмит. Победата класира Юнайтед в следващия кръг на надпреварата и изпрати Рейнджърс в Лига Европа. Обаче, в същото време Валенсия също спечелиха техният мач, което значеше че Юнайтед се нуждаеха от поне още една точка, за да завършат като победител в групата.
Юнайтед получиха нужната точка след като завършиха 1 – 1 в последния си мач в групата като домакин на Валенсия. След като пропуснаха доста шансове, Юнайтед губеха в резултата след като Пабло Ернандес вкара топката между краката на дебютиращия в Шампионската лига вратар, Бен Еймъс – първият (и единственият) гол, който Юнайтед получи в груповата фаза. Уейн Руни шутира, но топката се отби в гредата, а Димитър Бербатов вкара, но голът бе отменен поради засада. Андерсон изравни резултата малко след 60 минути игра, след като Джи-Сун Парк пропусна. Валенсия натисна за втори гол за кратко, но евентуално играта бе сведена до няколко шанса като и двата отбора изглеждаха доволни от равенството. Юнайтед завършиха първи в групата, три точки пред Валенсия, трети са Рейнджърс, а на дъното са Бурсаспор.
| Дата              | Опоненти  | Д / Г | Резултати З – П | Голмайстори                       | Зрители | Позиция в групата |
| ----------------- | --------- | ----- | --------------- | --------------------------------- | ------- | ----------------- |
| 14 септември 2010 | Рейнджърс | Д     | 0 – 0           |                                   | 74 408  | 2-ри              |
| 29 септември 2010 | Валенсия  | Г     | 1 – 0           | Ернандес 85'                      | 52 689  | 1-ви              |
| 20 октомври 2010  | Бурсаспор | Д     | 1 – 0           | Нани 7'                           | 72 610  | 1-ви              |
| 2 ноември 2010    | Бурсаспор | Г     | 3 – 0           | Флечър 48', Обертан 73', Бебе 77' | 19 050  | 1-ви              |
| 24 ноември 2010   | Рейнджърс | Г     | 1 – 0           | Руни 87' (дузпа)                  | 49 764  | 1-ви              |
| 7 декември 2010   | Валенсия  | Д     | 1 – 1           | Андерсон 62'                      | 74 513  | 1-ви              |

| Отбор             | М | П | Р | З | ВГ | ДГ | ГР  | Т  |
| ----------------- | - | - | - | - | -- | -- | --- | -- |
| Манчестър Юнайтед | 6 | 4 | 2 | 0 | 7  | 1  | +6  | 14 |
| Валенсия          | 6 | 3 | 2 | 1 | 15 | 4  | +11 | 11 |
| Рейнджърс         | 6 | 1 | 3 | 2 | 3  | 6  | −3  | 6  |
| Бурсаспор         | 6 | 0 | 1 | 5 | 2  | 16 | −14 | 1  |

### Директни елиминации
Тегленето за първия кръг на директните елиминации на Шампионската лига бе в Нион, Швейцария на 17 декември 2010. Юнайтед, като първи в групата, можеше да се изправи срещу отбори като Интер и Милан, но евентуално бяха изтеглени с френския шампион Марсилия, сред които е бившия играч на Юнайтед Габриел Хайнце. Единствената предишна среща на двата отбора бе когато Юнайтед бяха носители на Европейската купа, която бяха спечелили през 1999. Тогава в груповата фаза, Юнайтед спечелиха с 2 – 1 на Олд Трафорд, преди да загубят с 1 – 0 във Франция.
Юнайтед ще пътува до Стад Велодром, за първия кръг на 23 февруари, преди да домакинстват на Олд Трафорд на 15 март.
| Дата             | Кръг                     | Опонент   | Д / Г | Резултат З – П | Голмайстори                                     | Зрители |
| ---------------- | ------------------------ | --------- | ----- | -------------- | ----------------------------------------------- | ------- |
| 23 февруари 2011 | Осминафинали първи кръг  | Марсилия  | Г     | 0 – 0          |                                                 | 57 957  |
| 15 март 2011     | Осминафинали втори кръг  | Марсилия  | Д     | 2 – 1          | Ернандес (2) 5', 75'                            | 73 996  |
| 6 април 2011     | Четвъртфинали първи кръг | Челси     | Г     | 1 – 0          | Руни 24'                                        | 37 915  |
| 12 април 2011    | Четвъртфинали втори кръг | Челси     | Д     | 2 – 1          | Ернандес 43', Парк 77'                          | 74 672  |
| 26 април 2011    | Полуфинали първи кръг    | Шалке 04  | Г     | 2 – 0          | Гигс 67', Руни 69'                              | 54 142  |
| 4 май 2011       | Полуфинали втори кръг    | Шалке 04  | Д     | 4 – 1          | Валенсия 26', Гибсън 31', Андерсон (2) 72', 76' | 74 687  |
| 28 май 2011      | Финал                    | Барселона | Н     | 1 – 3          | Руни 34'                                        | 87 695  |

## Статистика на състава
| №  | Пост | Име                | Лига   | Лига | ФА Къп | ФА Къп | Карлинг Къп | Карлинг Къп | Европа | Европа | Други | Други | Общо   | Общо | Дисциплина | Дисциплина |
| №  | Пост | Име                | М      | Г    | М      | Г      | М           | Г           | М      | Г      | М     | Г     | М      | Г    |            |            |
| -- | ---- | ------------------ | ------ | ---- | ------ | ------ | ----------- | ----------- | ------ | ------ | ----- | ----- | ------ | ---- | ---------- | ---------- |
| 1  | ВР   | Едвин ван дер Саар | 33     | 0    | 2      | 0      | 0           | 0           | 10     | 0      | 1     | 0     | 46     | 0    | 2          | 0          |
| 2  | ЗТ   | Гари Невил         | 3      | 0    | 0      | 0      | 0(1)        | 0           | 0      | 0      | 0     | 0     | 3(1)   | 0    | 1          | 0          |
| 3  | ЗТ   | Патрис Евра        | 34(1)  | 1    | 3      | 0      | 0           | 0           | 9(1)   | 0      | 0     | 0     | 46(2)  | 1    | 2          | 0          |
| 4  | ПЗ   | Оуен Харгрийвс     | 1      | 0    | 0      | 0      | 0           | 0           | 0      | 0      | 0     | 0     | 1      | 0    | 0          | 0          |
| 5  | ЗТ   | Рио Фърдинанд      | 19     | 0    | 2      | 0      | 1           | 0           | 7      | 0      | 0     | 0     | 29     | 0    | 0          | 0          |
| 6  | ЗТ   | Уес Браун          | 4(3)   | 0    | 2(1)   | 1      | 2(1)        | 0           | 2      | 0      | 0     | 0     | 10(5)  | 1    | 3          | 0          |
| 7  | НД   | Майкъл Оуен        | 1(10)  | 2    | 1(1)   | 1      | 1           | 2           | 0(2)   | 0      | 1     | 0     | 4(13)  | 5    | 1          | 0          |
| 8  | ПЗ   | Андерсон           | 14(4)  | 1    | 2(2)   | 0      | 2           | 0           | 4(2)   | 3      | 0     | 0     | 22(8)  | 4    | 5          | 0          |
| 9  | НД   | Димитър Бербатов   | 24(8)  | 20   | 2      | 0      | 0           | 0           | 6(1)   | 0      | 0(1)  | 1     | 32(10) | 21   | 1          | 0          |
| 10 | НД   | Уейн Руни          | 25(3)  | 11   | 1(1)   | 1      | 0           | 0           | 9      | 4      | 1     | 0     | 36(4)  | 16   | 6          | 0          |
| 11 | ПЗ   | Райън Гигс         | 19(6)  | 2    | 1(2)   | 1      | 1           | 0           | 6(2)   | 1      | 0(1)  | 0     | 27(11) | 4    | 6          | 0          |
| 12 | ЗТ   | Крис Смолинг       | 11(5)  | 0    | 2(2)   | 0      | 3           | 1           | 7(2)   | 0      | 0(1)  | 0     | 23(10) | 1    | 0          | 0          |
| 13 | ПЗ   | Джи-Сун Парк       | 13(2)  | 5    | 1      | 0      | 2           | 2           | 8(1)   | 1      | 1     | 0     | 25(3)  | 8    | 1          | 0          |
| 14 | НД   | Хавиер Ернандес    | 15(12) | 13   | 4(1)   | 1      | 2(1)        | 1           | 6(3)   | 4      | 0(1)  | 1     | 27(18) | 20   | 6          | 0          |
| 15 | ЗТ   | Неманя Видич       | 35     | 5    | 2      | 0      | 0           | 0           | 9      | 0      | 1     | 0     | 47     | 5    | 8          | 1          |
| 16 | ПЗ   | Майкъл Карик       | 23(5)  | 0    | 3      | 0      | 1           | 0           | 11     | 0      | 1     | 0     | 38(5)  | 0    | 2          | 0          |
| 17 | ПЗ   | Нани               | 30(2)  | 9    | 2(1)   | 0      | 0           | 0           | 9(3)   | 1      | 0(1)  | 0     | 42(6)  | 10   | 2          | 0          |
| 18 | ПЗ   | Пол Скоулс         | 16(6)  | 1    | 2(1)   | 0      | 0           | 0           | 4(3)   | 0      | 1     | 0     | 23(10) | 1    | 11         | 1          |
| 19 | НД   | Дани Уелбек        | 0      | 0    | 0      | 0      | 0           | 0           | 0      | 0      | 0     | 0     | 0      | 0    | 0          | 0          |
| 20 | ЗТ   | Фабио              | 5(6)   | 1    | 4      | 1      | 2           | 0           | 5(2)   | 0      | 1     | 0     | 17(8)  | 2    | 3          | 0          |
| 21 | ЗТ   | Рафаел             | 15(1)  | 0    | 3      | 0      | 1(1)        | 0           | 6(1)   | 0      | 0     | 0     | 25(3)  | 0    | 3          | 1          |
| 22 | ЗТ   | Джон О'Шей         | 18(2)  | 0    | 4      | 0      | 1           | 0           | 5(1)   | 0      | 1     | 0     | 29(3)  | 0    | 2          | 0          |
| 23 | ЗТ   | Джони Еванс        | 10(2)  | 0    | 2      | 0      | 2           | 0           | 2(1)   | 0      | 1     | 0     | 16(3)  | 0    | 2          | 1          |
| 24 | ПЗ   | Дарън Флечър       | 23(2)  | 2    | 1(1)   | 0      | 1           | 0           | 5(2)   | 1      | 0(1)  | 0     | 31(6)  | 3    | 4          | 0          |
| 25 | ПЗ   | Антонио Валенсия   | 8(2)   | 1    | 1(1)   | 0      | 0           | 0           | 5(2)   | 1      | 1     | 1     | 15(5)  | 3    | 1          | 0          |
| 26 | НД   | Габриел Обертан    | 3(4)   | 0    | 2      | 0      | 2(1)        | 0           | 1(2)   | 1      | 0     | 0     | 8(7)   | 1    | 0          | 0          |
| 27 | НД   | Федерико Македа    | 2(5)   | 1    | 0      | 0      | 2(1)        | 0           | 1(1)   | 0      | 0     | 0     | 5(7)   | 1    | 0          | 0          |
| 28 | ПЗ   | Дарън Гибсън       | 6(6)   | 0    | 3      | 0      | 2           | 1           | 3      | 1      | 0     | 0     | 14(6)  | 2    | 4          | 0          |
| 29 | ВР   | Томаш Кузчак       | 5      | 0    | 1      | 0      | 2           | 0           | 2      | 0      | 0     | 0     | 10     | 0    | 0          | 0          |
| 30 | ЗТ   | Ричи Де Лет        | 0      | 0    | 0      | 0      | 0           | 0           | 0      | 0      | 0     | 0     | 0      | 0    | 0          | 0          |
| 31 | ПЗ   | Кори Еванс         | 0      | 0    | 0      | 0      | 0           | 0           | 0      | 0      | 0     | 0     | 0      | 0    | 0          | 0          |
| 32 | НД   | Маме Бирам Диуф    | 0      | 0    | 0      | 0      | 0           | 0           | 0      | 0      | 0     | 0     | 0      | 0    | 0          | 0          |
| 33 | НД   | Бебе               | 0(2)   | 0    | 1      | 0      | 2(1)        | 1           | 0(1)   | 1      | 0     | 0     | 3(4)   | 2    | 0          | 0          |
| 34 | ВР   | Андерс Линдегаард  | 0      | 0    | 2      | 0      | 0           | 0           | 0      | 0      | 0     | 0     | 2      | 0    | 0          | 0          |
| 35 | ПЗ   | Том Клевърли       | 0      | 0    | 0      | 0      | 0           | 0           | 0      | 0      | 0     | 0     | 0      | 0    | 0          | 0          |
| 37 | ПЗ   | Роби Брейди        | 0      | 0    | 0      | 0      | 0           | 0           | 0      | 0      | 0     | 0     | 0      | 0    | 0          | 0          |
| 38 | ЗТ   | Ники Айоз          | 0      | 0    | 0      | 0      | 0           | 0           | 0      | 0      | 0     | 0     | 0      | 0    | 0          | 0          |
| 40 | ВР   | Бен Еймъс          | 0      | 0    | 0      | 0      | 1           | 0           | 1      | 0      | 0     | 0     | 2      | 0    | 0          | 0          |
| 41 | НД   | Джошуа Кинг        | 0      | 0    | 0      | 0      | 0           | 0           | 0      | 0      | 0     | 0     | 0      | 0    | 0          | 0          |
| 42 | ПЗ   | Пол Погба          | 0      | 0    | 0      | 0      | 0           | 0           | 0      | 0      | 0     | 0     | 0      | 0    | 0          | 0          |
| 43 | ПЗ   | Матю Джеймс        | 0      | 0    | 0      | 0      | 0           | 0           | 0      | 0      | 0     | 0     | 0      | 0    | 0          | 0          |
| 44 | ЗТ   | Джо Дъджън         | 0      | 0    | 0      | 0      | 0           | 0           | 0      | 0      | 0     | 0     | 0      | 0    | 0          | 0          |
| 45 | ЗТ   | Оливър Гил         | 0      | 0    | 0      | 0      | 0           | 0           | 0      | 0      | 0     | 0     | 0      | 0    | 0          | 0          |
| 46 | ПЗ   | Райън Тъниклиф     | 0      | 0    | 0      | 0      | 0           | 0           | 0      | 0      | 0     | 0     | 0      | 0    | 0          | 0          |
| 47 | ПЗ   | Оливър Норууд      | 0      | 0    | 0      | 0      | 0           | 0           | 0      | 0      | 0     | 0     | 0      | 0    | 0          | 0          |
| 48 | НД   | Уил Кийн           | 0      | 0    | 0      | 0      | 0           | 0           | 0      | 0      | 0     | 0     | 0      | 0    | 0          | 0          |
| 49 | ПЗ   | Рейвъл Морисън     | 0      | 0    | 0      | 0      | 0(1)        | 0           | 0      | 0      | 0     | 0     | 0(1)   | 0    | 0          | 0          |
| 50 | ВР   | Сам Джонстоун      | 0      | 0    | 0      | 0      | 0           | 0           | 0      | 0      | 0     | 0     | 0      | 0    | 0          | 0          |
| –  | –    | Автоголове         | –      | 3    | –      | 0      | –           | 0           | –      | 0      | –     | 0     | –      | 3    | –          | –          |

Статистиката е от мачът, игран на 28 май 2011

## Трансфери

### Купени
| Дата           | Пост | Име               | От               | Такса      |
| -------------- | ---- | ----------------- | ---------------- | ---------- |
| 1 юли 2010     | ЗТ   | Марник Вермийл    | Стандард Лиеж    | Неразкрита |
| 1 юли 2010     | ЗТ   | Крис Смолинг      | Фулъм            | Неразкрита |
| 1 юли 2010     | НД   | Хавиер Ернандес   | Гуадалахара      | Неразкрита |
| 16 август 2010 | НД   | Бебе              | Витория Гимараеш | Неразкрита |
| 1 януари 2011  | ВР   | Андерс Линдегаард | Олесунс          | Неразкрита |

### Продадени
| Дата            | Пост | Име              | На               | Такса         |
| --------------- | ---- | ---------------- | ---------------- | ------------- |
| 1 юли 2010      | ВР   | Том Хийтън       | Кардиф Сити      | Безлпатно     |
| 1 юли 2010      | ПЗ   | Зоран Тошич      | ЦСКА Москва      | Неразкрита    |
| 1 юли 2010      | ВР   | Рон-Роберт Цилер | Хановер          | Безлпатно     |
| 1 юли 2010      | НД   | Фебиан Бранди    | Неприкрепен      | Безлпатно     |
| 1 юли 2010      | ПЗ   | Сам Хюсън        | Неприкрепен      | Безплатно     |
| 1 юли 2010      | ЗТ   | Скот Мофат       | Неприкрепен      | Безплатно     |
| 16 юли 2010     | ЗТ   | Дейвид Грей      | Престън Норт Енд | Безплатно     |
| 11 август 2010  | ЗТ   | Крейг Кеткарт    | Блакпул          | Неразкрита    |
| 20 август 2010  | ПЗ   | Родриго Посебон  | Сантош           | Неразкрита    |
| 7 януари 2011   | ЗТ   | Джеймс Честър    | Хъл Сити         | Неразкрита    |
| 12 януари 2011  | ПЗ   | Магнус Ейкрем    | Молде            | Неразкрита    |
| 31 януари 2011  | ПЗ   | Камерън Стюърт   | Хъл Сити         | Неразкрита    |
| 2 февруари 2011 | ЗТ   | Гари Невил       | Неприкрепен      | Пенсионира се |
| 8 май 2011      | ПЗ   | Кори Еванс       | Хъл Сити         | £500 000      |
| 11 май 2011     | ЗТ   | Джо Дъджън       | Хъл Сити         | Неразкрита    |

### На заем
| Дата от           | Дата до          | Пост | Име             | На                |
| ----------------- | ---------------- | ---- | --------------- | ----------------- |
| 2 юли 2010        | 4 януари 2011    | ПЗ   | Матю Джеймс     | Престън Норт Енд  |
| 30 юли 2010       | 21 октомври 2010 | ПЗ   | Камерън Стюърт  | Йеовил Таун       |
| 3 август 2010     | 31 декември 2010 | ЗТ   | Джеймс Честър   | Карлайл Юнайтед   |
| 6 август 2010     | 30 юни 2011      | ПЗ   | Дани Дринкуотър | Кардиф Сити       |
| 6 август 2010     | 30 юни 2011      | НД   | Маме Бирам Диуф | Блекбърн Роувърс  |
| 7 август 2010     | 30 декември 2010 | НД   | Джошуа Кинг     | Престън Норт Енд  |
| 12 август 2010    | 30 юни 2011      | НД   | Дани Уелбек     | Съндърланд        |
| 31 август 2010    | 30 юни 2011      | ПЗ   | Том Клевърли    | Уигън Атлетик     |
| 16 септември 2010 | 22 октомври 2010 | ПЗ   | Оливър Норууд   | Карлайл Юнайтед   |
| 24 септември 2010 | 25 октомври 2010 | ЗТ   | Ричи Де Лет     | Шефилд Юнайтед    |
| 25 септември 2010 | 30 юни 2011      | НД   | Ники Айоз       | Бъри              |
| 29 септември 2010 | 25 октомври 2010 | ЗТ   | Оливър Гил      | Брадфорд Сити     |
| 29 септември 2010 | 25 октомври 2010 | ЗТ   | Рийс Браун      | Брадфорд Сити     |
| 29 септември 2010 | 25 октомври 2010 | ВР   | Конър Девлин    | Хартлипул Юнайтед |
| 30 септември 2010 | 29 октомври 2010 | ЗТ   | Скот Уутън      | Транмиър Роувърс  |
| 22 октомври 2010  | 21 ноември 2010  | ПЗ   | Кори Еванс      | Карлайл Юнайтед   |
| 17 ноември 2010   | 30 декември 2010 | ЗТ   | Ричи Де Лет     | Престън Норт Енд  |
| 25 ноември 2010   | 30 юни 2011      | ПЗ   | Камерън Стюърт  | Хъл Сити          |
| 7 януари 2011     | 30 юни 2011      | ВР   | Бен Еймъс       | Олдъм Атлетик     |
| 8 януари 2011     | 30 юни 2011      | НД   | Федерико Македа | Сампдория         |
| 14 януари 2011    | 30 юни 2011      | ПЗ   | Кори Еванс      | Хъл Сити          |
| 14 януари 2011    | 30 юни 2011      | ЗТ   | Ричи Де Лет     | Портсмут          |
| 27 януари 2011    | 30 юни 2011      | ЗТ   | Джо Дъджън      | Карлайл Юнайтед   |
| 28 януари 2011    | 30 юни 2011      | ПЗ   | Дани Дринкуотър | Уотфорд           |